# San Gabriele Arcangelo all’Acqua Traversa

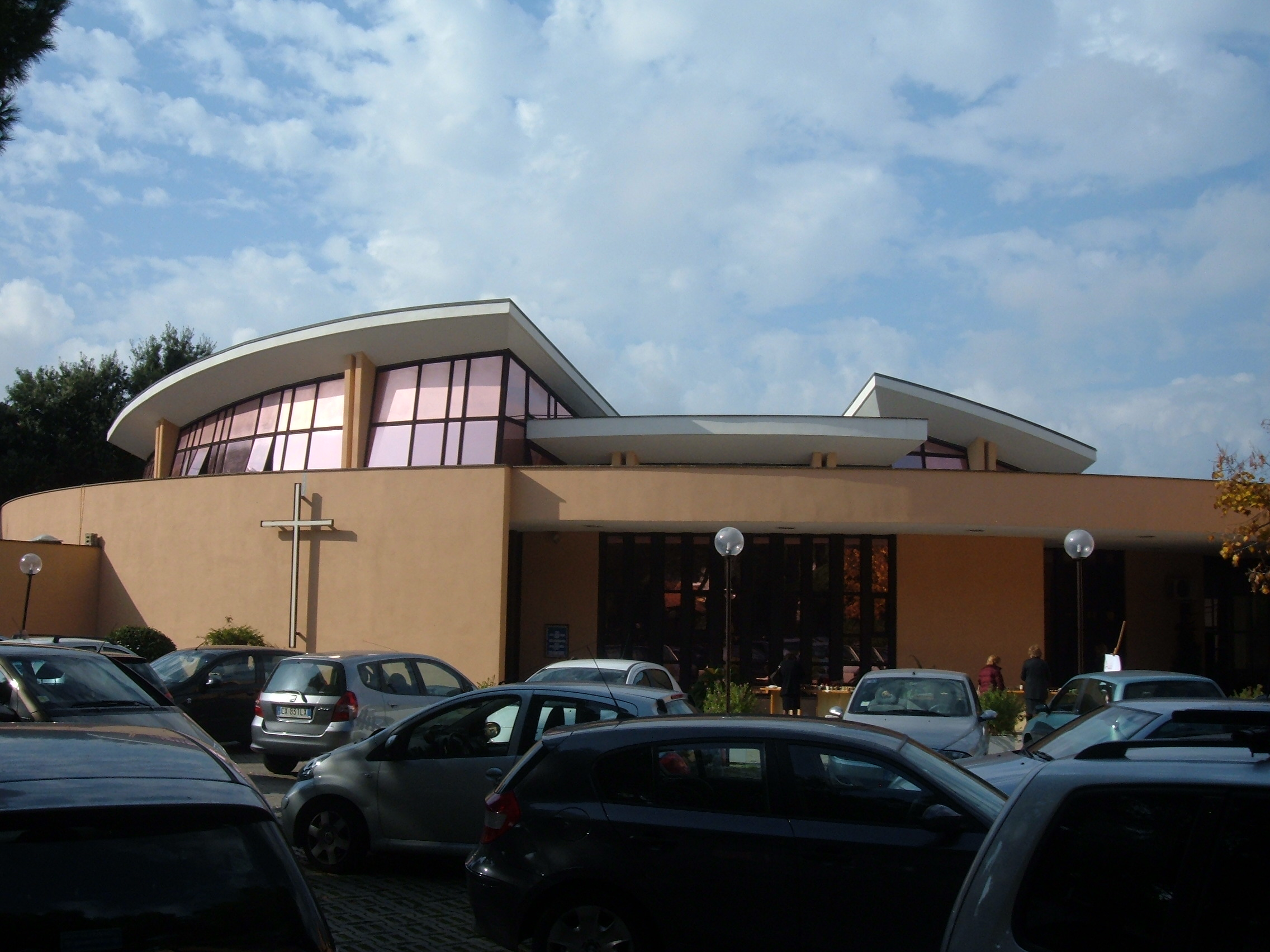

San Gabriele Arcangelo all’Acqua Traversa, kurz San Gabriele Arcangelo, (lateinisch: Sancti Gabrielis Archangeli ad Aquam Transversam) ist eine römische Titelkirche.

## Überblick
Die Pfarrgemeinde wurde am 30. August 1956 mit dem Dekret Neminem fugit durch Kardinalvikar Clemente Micara gegründet und 1958 dem Institut des geweihten Lebens der Vokationisten anvertraut. Am 28. Juni 1988 folgte die Erhebung zur Titelkirche der römisch-katholischen Kirche durch Papst Johannes Paul II.
Im Kircheninnenraum befindet sich ein Porträt von Giustino Russolillo, dem Gründer der Vokationisten, sowie eine Salve Regina-Madonna. Beide Werke stammen von der Künstlerin Vera Puoti.
Die Kirche befindet sich in der Viale Cortina d’Ampezzo 144 im römischen Quartier Della Vittoria.

## Kardinalpriester
- Jean Margéot (1988–2009)
- José Manuel Estepa Llaurens (2010–2019)
- Fridolin Ambongo Besungu OFMCap (seit 2019)